# 高鐵山孝之進
高鐵山 孝之進（こうてつやま こうのしん、1942年7月9日 - 1996年4月14日）は、北海道小樽市廐町出身で朝日山部屋に所属した大相撲力士。本名は菅 孝之進（すが こうのしん）。身長178cm、体重128kg、得意手は左四つ、寄り、押し。最高位は西関脇（1967年1月場所）。

## 来歴・人物
14歳の時に上京し、朝日山部屋へ入門（師匠は元関脇・二瀬川政一）。1957年3月場所で初土俵を踏んだ。同年5月場所では番付外から新序に上がり好成績を収めたので、翌9月場所（当時、7月場所はなかった）ではいきなり序二段に付いた。当初の四股名である「葵龍」は、実兄が葵商事の札幌支店長を務めていたことに因んでいる。
1963年1月場所では新十両に昇進して、朝日山部屋再興の期待を担った。その後、同年9月場所で新入幕。一時期は十両との往復が続いたが、当代の師匠（元関脇・高津山芳信）が死去して大鳴戸部屋（師匠は元前頭・二瀬山勝語）と合同してからは若二瀬という同年代の好敵手を得て、両者競い合って幕内上位で活躍した。
1966年3月場所に前頭9枚目で11勝をあげて初の三賞（敢闘賞）を獲得、同11月場所では前頭4枚目で初の金星（佐田の山）を含む12勝3敗で技能賞を獲得し、翌1967年1月場所に新関脇に昇進した。だが、3勝12敗と大きく負け越して1場所で平幕に逆戻り。結局三役在位はこの1場所だけで、小結経験は皆無に終わった。
腕をうまく使ったスピードある押し、タイミング良い引き技が持ち味であった。
現役晩年は再び十両と幕内との往復を繰り返し、十両下位で途中休場した1975年1月場所を最後に、32歳で引退。その後は年寄・大鳴戸を襲名して朝日山部屋付きの親方となったが、同年10月、同部屋から弟子1人を連れて独立し大鳴戸部屋を創設した。
師匠となってからは、実業団相撲の英才・板井を小結に、維新力を十両に育て上げた。しかし、板井は引退後相撲協会に残れず、維新力は廃業後プロレスラーに転身してからは関取が出ず部屋は衰退。1995年には連帯保証人となった借金のためにまもなく部屋の力士を桐山部屋に譲って、自身の名跡・大鳴戸を武蔵川（元横綱・三重ノ海）に売却して相撲協会を離れた。廃業後は名古屋市天白区に暮らしていた。
1996年に「元・大鳴戸親方」名義で『八百長～相撲協会一刀両断～』という本を鹿砦社から出版し、横綱・北の富士の八百長ぶりと女癖の悪さおよび角界の脱税体質、さらには力士の大麻吸引や賭博行為も告発した。そして自らも概ね同様にそのような行為に及んでいたとも明かしていた。だが、同年4月に原因不明の急性重症肺炎及び原因不明の心不全により、愛知県豊明市の藤田保健衛生大学病院内で死去した。53歳没。戒名、墓所は不明である。
告発本発売直前であること、また大鳴戸部屋後援会長を務めた橋本成一郎も「同日・同病院・同様の原因不明の呼吸障害及び心臓停止」で死亡したため事件性を疑われるが、病死として処理された。

## 主な戦績
- 通算成績：661勝668敗10休 勝率.497
- 幕内成績：323勝425敗2休 勝率.432
- 現役在位：107場所
- 幕内在位：50場所
- 三役在位：1場所（関脇1場所）
- 三賞：2回
  - 敢闘賞：1回（1966年3月場所）
  - 技能賞：1回（1966年11月場所）
- 金星：2個（佐田の山1個、大鵬1個）
- 各段優勝：十両優勝1回（1963年7月場所）

### 場所別成績
| | 一月場所 初場所（東京） | 三月場所 春場所（大阪） | 五月場所 夏場所（東京） | 七月場所 名古屋場所（愛知） | 九月場所 秋場所（東京） | 十一月場所 九州場所（福岡） |
| --- | ----------------------- | ----------------------- | ----------------------- | --------------------------- | ----------------------- | --------------------------- |
| 1957年 （昭和32年） | x                       | （前相撲）              | 新序 2–1                | x                           | 西序二段117枚目 5–3     | 東序二段61枚目 2–6          |
| 1958年 （昭和33年） | 東序二段71枚目 6–2      | 東序二段45枚目 4–4      | 東序二段43枚目 4–4      | 東序二段37枚目 5–3          | 西序二段22枚目 4–4      | 西序二段19枚目 5–3          |
| 1959年 （昭和34年） | 東序二段6枚目 3–5       | 東序二段9枚目 6–2       | 東三段目87枚目 5–3      | 西三段目72枚目 5–3          | 東三段目60枚目 6–2      | 西三段目28枚目 7–1          |
| 1960年 （昭和35年） | 東幕下79枚目 5–3        | 東幕下66枚目 5–3        | 東幕下54枚目 3–5        | 西幕下59枚目 4–3            | 西幕下48枚目 6–1        | 東幕下30枚目 3–4            |
| 1961年 （昭和36年） | 西幕下34枚目 6–1        | 東幕下18枚目 2–5        | 東幕下31枚目 2–5        | 西幕下43枚目 5–2            | 東幕下30枚目 5–2        | 東幕下18枚目 5–2            |
| 1962年 （昭和37年） | 東幕下10枚目 4–3        | 西幕下6枚目 2–5         | 西幕下15枚目 3–4        | 西幕下17枚目 5–2            | 東幕下13枚目 6–1        | 西幕下4枚目 5–2             |
| 1963年 （昭和38年） | 西十両18枚目 9–6        | 西十両12枚目 8–7        | 東十両7枚目 9–6         | 東十両2枚目 優勝 13–2       | 東前頭13枚目 7–8        | 東前頭14枚目 5–10           |
| 1964年 （昭和39年） | 西十両2枚目 7–8         | 西十両4枚目 10–5        | 東十両2枚目 10–5        | 東前頭14枚目 7–6–2          | 東前頭15枚目 8–7        | 東前頭15枚目 6–9            |
| 1965年 （昭和40年） | 西十両2枚目 8–7         | 西十両2枚目 12–3        | 東前頭12枚目 8–7        | 西前頭9枚目 8–7             | 東前頭8枚目 6–9         | 西前頭10枚目 9–6            |
| 1966年 （昭和41年） | 東前頭6枚目 6–9         | 西前頭9枚目 11–4 敢     | 西前頭2枚目 4–11        | 東前頭6枚目 9–6             | 西前頭筆頭 5–10         | 西前頭4枚目 12–3 技★        |
| 1967年 （昭和42年） | 西関脇 3–12             | 西前頭4枚目 8–7         | 東前頭3枚目 5–10        | 東前頭4枚目 7–8             | 西前頭5枚目 8–7         | 西前頭2枚目 6–9             |
| 1968年 （昭和43年） | 西前頭5枚目 8–7         | 西前頭2枚目 4–11        | 西前頭7枚目 8–7         | 東前頭3枚目 2–13            | 東前頭11枚目 9–6        | 東前頭8枚目 7–8             |
| 1969年 （昭和44年） | 西前頭9枚目 10–5        | 東前頭4枚目 5–10        | 西前頭8枚目 8–7         | 東前頭4枚目 6–9 ★           | 西前頭5枚目 8–7         | 東前頭2枚目 4–11            |
| 1970年 （昭和45年） | 東前頭10枚目 9–6        | 西前頭3枚目 5–10        | 西前頭7枚目 6–9         | 東前頭10枚目 7–8            | 西前頭11枚目 8–7        | 東前頭6枚目 7–8             |
| 1971年 （昭和46年） | 東前頭8枚目 7–8         | 西前頭10枚目 1–14       | 西十両7枚目 6–9         | 西十両11枚目 11–4           | 東十両2枚目 9–6         | 東前頭12枚目 4–11           |
| 1972年 （昭和47年） | 西十両3枚目 9–6         | 西前頭12枚目 9–6        | 西前頭3枚目 5–10        | 東前頭8枚目 8–7             | 東前頭5枚目 8–7         | 東前頭2枚目 3–12            |
| 1973年 （昭和48年） | 東前頭11枚目 4–11       | 西十両4枚目 11–4        | 東前頭13枚目 2–13       | 西十両8枚目 9–6             | 西十両3枚目 9–6         | 東十両筆頭 10–5             |
| 1974年 （昭和49年） | 東前頭11枚目 3–12       | 西十両5枚目 6–9         | 東十両9枚目 9–6         | 東十両2枚目 4–11            | 西十両10枚目 9–6        | 西十両5枚目 5–10            |
| 1975年 （昭和50年） | 東十両12枚目 引退 0–7–8 | x                       | x                       | x                           | x                       | x                           |
| 各欄の数字は、「勝ち-負け-休場」を示す。 優勝 引退 休場 十両 幕下 三賞：敢=敢闘賞、殊=殊勲賞、技=技能賞 その他：★=金星 番付階級：幕内 - 十両 - 幕下 - 三段目 - 序二段 - 序ノ口 幕内序列：横綱 - 大関 - 関脇 - 小結 - 前頭（「#数字」は各位内の序列） |                         |                         |                         |                             |                         |                             |

### 幕内対戦成績
| 青ノ里 | 4    | 6    | 朝嵐     | 1  | 0  | 朝岡     | 1    | 0  | 浅瀬川   | 3  | 3  |  |  |  |
| 旭國   | 4    | 6    | 天津風   | 2  | 2  | 荒波     | 2    | 4  | 岩風     | 1  | 0  |  |  |  |
| 宇多川 | 3    | 3    | 大潮     | 1  | 0  | 大錦     | 0    | 1  | 大晃     | 1  | 0  |  |  |  |
| 大鷲   | 1    | 1    | 小城ノ花 | 2  | 4  | 魁傑     | 1    | 3  | 魁罡     | 3  | 1  |  |  |  |
| 海乃山 | 6    | 6    | 開隆山   | 4  | 3  | 柏戸     | 0    | 8  | 和晃     | 4  | 0  |  |  |  |
| 金乃花 | 3    | 3(1) | 北瀬海   | 1  | 2  | 北の湖   | 0    | 1  | 北ノ國   | 3  | 0  |  |  |  |
| 北の花 | 3    | 0    | 北の富士 | 1  | 12 | 北葉山   | 1    | 0  | 君錦     | 1  | 3  |  |  |  |
| 清國   | 3    | 9    | 黒獅子   | 0  | 1  | 黒姫山   | 4    | 5  | 琴櫻     | 2  | 11 |  |  |  |
| 金剛   | 4    | 4    | 逆鉾     | 1  | 0  | 佐田の山 | 1    | 7  | 沢光     | 1  | 1  |  |  |  |
| 白田山 | 2    | 2    | 大旺     | 1  | 0  | 錦洋     | 5(1) | 2  | 麒麟児   | 4  | 10 |  |  |  |
| 大豪   | 1    | 1    | 大受     | 1  | 3  | 大心     | 3    | 2  | 大雪     | 2  | 4  |  |  |  |
| 大鵬   | 1    | 7    | 大文字   | 2  | 0  | 大雄     | 12   | 8  | 大竜川   | 8  | 7  |  |  |  |
| 貴ノ花 | 3    | 2    | 高見山   | 1  | 8  | 玉嵐     | 2    | 0  | 玉乃島   | 2  | 10 |  |  |  |
| 常錦   | 1    | 3    | 鶴ヶ嶺   | 4  | 3  | 照櫻     | 1    | 2  | 天水山   | 0  | 2  |  |  |  |
| 天龍   | 0    | 2    | 時葉山   | 7  | 12 | 栃東     | 3    | 12 | 栃勇     | 5  | 2  |  |  |  |
| 栃王山 | 6(1) | 11   | 栃富士   | 2  | 4  | 豊國     | 6    | 3  | 羽黒岩   | 10 | 9  |  |  |  |
| 羽黒山 | 1    | 2    | 長谷川   | 3  | 9  | 花光     | 6    | 5  | 廣川     | 6  | 4  |  |  |  |
| 福の花 | 8    | 15   | 房錦     | 3  | 0  | 富士櫻   | 1    | 2  | 富士錦   | 7  | 8  |  |  |  |
| 藤ノ川 | 5(1) | 10   | 二子岳   | 12 | 8  | 双津竜   | 3    | 1  | 前田川   | 2  | 4  |  |  |  |
| 前の山 | 1    | 9    | 増位山   | 0  | 2  | 松前山   | 1    | 0  | 三重ノ海 | 0  | 6  |  |  |  |
| 禊鳳   | 4    | 1    | 明武谷   | 7  | 5  | 陸奥嵐   | 1    | 11 | 豊山     | 1  | 7  |  |  |  |
| 豊山   | 1    | 5    | 吉王山   | 5  | 3  | 吉の谷   | 0    | 1  | 義ノ花   | 11 | 5  |  |  |  |
| 龍虎   | 1    | 5    | 若獅子   | 0  | 1  | 若杉山   | 2    | 2  | 若秩父   | 3  | 5  |  |  |  |
| 若天龍 | 6    | 5    | 若浪     | 14 | 8  | 若鳴門   | 7    | 2  | 若ノ海   | 2  | 1  |  |  |  |
| 若ノ國 | 2    | 2    | 若乃洲   | 3  | 4  | 若羽黒   | 1    | 2  | 若前田   | 1  | 0  |  |  |  |
| 若見山 | 4    | 3    | 若吉葉   | 0  | 1  | 輪島     | 0    | 2  | 鷲羽山   | 0  | 2  |  |  |  |

## 改名歴
- 葵龍 孝之進（あいのりゅう こうのしん）1957年9月場所-1961年5月場所
- 高鐵山 孝之進（こうてつやま -）1961年7月場所-1963年11月場所
- 二瀬川 孝之進（ふたせがわ -）1964年1月場所-1964年11月場所
- 高鐵山 孝之進（こうてつやま -）1965年1月場所-1967年1月場所
- 高鉄山 豊也（こうてつやま とよや）1967年3月場所-1975年1月場所（引退）

## 年寄変遷
- 大鳴戸 豊也（おおなると とよや）1975年1月-1975年3月
- 大鳴戸 秀容（おおなると ひでやす）1975年3月-1995年1月（廃業）

## 著作
- 『八百長―相撲協会一刀両断』 鹿砦社 (1996年) ISBN 978-4846301415